# Trump World Tower
Trump World Tower este un zgârie-nori din New York City, Statele Unite.